# Microthyris helcitalis
Microthyris helcitalis là một loài bướm đêm trong họ Crambidae.